# Eunicea heteropora
Eunicea heteropora is een zachte koraalsoort uit de familie Plexauridae. De koraalsoort komt uit het geslacht Eunicea. Eunicea heteropora werd in 1816 voor het eerst wetenschappelijk beschreven door Lamarck. 